# كلوديا مارشيلا الكبرى
كلوديا مارشيلا الكبرى هي نبيلة رومانية من القرن الأول قبل الميلاد. ولدت في حوالي سنة 41 ق م وهي الابنة الكبرى لأوكتيفيا الصغرى و غايوس كلاوديوس مارشيلوس وهي ابنة أخت الإمبراطور أغسطس. كان لها أربعة أخوة وهم ماركوس كلاوديوس مارسيلوس وهو الأكبر و كلوديا مارشيلا الصغرى ولها أختين غير شقيقتين من زواج والدتها بمارك أنطوني وهن أنطونيا الكبرى و أنطونيا الصغرى. تزوجت مرتين أول زواج لها كان من القائد العسكري ماركوس فيبسانيوس أغريبا وأنجبت منه إبنتين وهي فيبسانيا مارشيلا الكبرى وألتي تزوجت من بوبليوس كوينكتيليوس فاروس و فيبسانيا مارشيلا الصغرى ألتي تزوجت من القنصل ماركوس إيميليوس ليبيدوس. تطلقت من زوجها بعد وألذي تزوج لاحقا من جوليا الكبرى ابنة أغسطس. تزوجت بعد ذلك من القنصل يولوس أنطونيوس الابن الثاني لمارك أنطوني، وأنجبت منه إبنين ولد اسمه لوشيوس أنطونيوس مات أثناء الطفولة وابنة وهي يولا أنطونيا. قبض على زوجها يولوس أنطونيوس لاحقاً وحكم عليه بالموت بتهمة ممارسة الزنا مع ابنة الإمبراطور جوليا، وبدل اعدامه قام بالانتحار بالطريقة الرومانية في سنة 2 ق م، ولا يعرف مصير كلوديا بعد ذلك.